# How We Do
"How We Do" é uma canção do Rapper The Game lançada como segundo single do seu álbum de estreia The Documentary. Contém a participação especial do também rapper 50 Cent, integrante do Grupo G-Unit. Foi lançada em 4 de janeiro de 2005 em parceria com as gravadoras Aftermath, G-Unit Records e Interscope. Também foi produzida por Dr. Dre e Scott Storch, tendo recebido a certificação de platina pela RIAA.

## Paradas musicais
| Parada (2004)                              | Posição topo |
| ------------------------------------------ | ------------ |
| Billboard Hot 100                          | 4            |
| Billboard Hot R&B/Hip-Hop Singles & Tracks | 2            |
| Billboard Hot Rap Tracks                   | 2            |
| Billboard Hot Ringtones                    | 5            |
| UK Singles Chart                           | 5            |
| German Singles Chart                       | 9            |
| Irish Singles Chart                        | 8            |
| Australian Singles Chart                   | 18           |

## Versões

### A-side
- "How We Do (editada)" (4:03)

### B-side
- "How We Do (editada)" (4:03)
- "How We Do (explícita)" (4:20)
- "How We Do (instrumental)" (4:04)
- "How We Do (à capela)" (3:01)